# Vesles-et-Caumont
Vesles-et-Caumont é uma comuna francesa na região administrativa de Altos da França, no departamento de Aisne. Estende-se por uma área de 10,34 km². Em 2010 a comuna tinha 237 habitantes (densidade: 22,9 hab./km²).